# Dust Clears
"Dust Clears" là bài hát của nhóm nhạc điện tử người Anh Clean Bandit, cùng phần góp giọng của Noonie Bao. Bài hát được phát hành vào ngày 19 tháng 7 năm 2013, dưới dạng đĩa đơn thứ 3 trích từ album đầu tay của nhóm, New Eyes. Bài hát đã đạt đến vị trí thứ 43 trên UK Singles Chart và vị trí thứ 14 trên UK Dance Chart.

## Video âm nhạc
Một video âm nhạc quảng bá cho "Dust Clears" được phát hành trên hệ thống YouTube vào ngày 19 tháng 6 năm 2013, với độ dài 4 phút 50 giây, do chính nhóm ghi hình, đạo diễn và sản xuất.

## Danh sách bài hát
| Tải nhạc số | Tải nhạc số                                   | Tải nhạc số |
| STT         | Nhan đề                                       | Thời lượng  |
| ----------- | --------------------------------------------- | ----------- |
| 1.          | "Dust Clears"                                 | 3:54        |
| 2.          | "Dust Clears" (bản phối lại của Russ Chimes)  | 4:49        |
| 3.          | "Dust Clears" (bản phối lại của Thom alt-J)   | 4:22        |
| 4.          | "Dust Clears" (bản phối lại của Jack Savidge) | 7:13        |
| 5.          | "Rihanna" (hợp tác cùng Noonie Bao)           | 3:14        |

## Xếp hạng

### Xếp hạng tuần
| Bảng xếp hạng (2013)                 | Thứ hạng cao nhất |
| ------------------------------------ | ----------------- |
| Slovakia (Rádio Top 100)             | 37                |
| Ukraine (FDR)                        | 5                 |
| Anh Quốc Dance (OCC)                 | 14                |
| UK Singles (Official Charts Company) | 43                |

## Lịch sử phát hành
| Quốc gia | Ngày phát hành      | Định dạng   | Nhãn thu âm        |
| -------- | ------------------- | ----------- | ------------------ |
| Anh Quốc | 19 tháng 7 năm 2013 | Tải nhạc số | Warner Music Group |